# Depi Evrateszil 2020
A 2020-as Depi Evrateszil egy örmény zenei verseny volt, melynek keretén belül a zsűri és a közönség kiválasztja, hogy ki képviselje Örményországot a 2020-as Eurovíziós Dalfesztiválon.
Az ARPTV 2019. november 5-én jelentette be, hogy az dalválasztót ismét megrendezik egy év kihagyás után. A sorozat ezúttal csak egyfordulós volt; egy döntőt rendeztek február 15-én. Az döntő alatt a közönség és a zsűri döntött a végeredményt illetően.

## A résztvevők
Az örmény műsorsugárzó 2019. november 5-én tette közzé a jelentkezési feltételeket. A dalok beküldésének határideje 2019. december 31. volt. A versenyben résztvevő előadókat az ARPTV 2020. január 28-án jelentette be, míg a dalok február 5-én jelentek meg.
| Előadó                     | Dal                      | Nyelv | Szerző(k)                                                          |
| -------------------------- | ------------------------ | ----- | ------------------------------------------------------------------ |
| Agop                       | Butterflies              | angol | Haik Solar, Arni Rock, Dzovinar Melkom Melkomian                   |
| Arthur Aleq                | Heaven                   | angol | Arthur Aleq                                                        |
| Athena Manoukian           | Chains On You            | angol | Athena Manoukian, DJ Paco                                          |
| ERNA                       | Life Faces               | angol | Zaruhi Petrosyan, Zarine Mkhitaryan                                |
| Eva Rida                   | No Love                  | angol | Eva Rida                                                           |
| Gabriel Jeeg               | It's Your Turn           | angol | Gabriel Jeeg, Tigran Atayan                                        |
| Hayk Music                 | What It Is To Be In Love | angol | Hayk Music                                                         |
| Karina Evn                 | Why?                     | angol | Edward Meison                                                      |
| Miriam Baghdasaryan        | Run Away                 | angol | Dan Cinelli, Miriam Baghdasaryan                                   |
| Sergey & Nikolay Arutyunov | Ha, Take a Step          | angol | Sergey Harutyunov, Nikolay Harutyunov                              |
| TOKIONINE                  | Save Me                  | angol | TOKIONINE, George Brainshaker, Vova Baghmanyan, Suzanne Khanzadyan |
| Vladimir Arzumanyan        | What’s Going On Mama     | angol | Martin Mirzoyan, Grigor Kyokchyan                                  |

## Döntő
A döntőt február 15-én rendezte a ARPTV Jerevánban, a műsorsugárzó egyik stúdiójában tizenkét előadó részvételével. A végeredményt a zsűri és a zsűri szavazatai alakították ki.
| #  | Előadó                     | Dal                      | Zsűri   | Közönség | Összesen | Eredmény |
| -- | -------------------------- | ------------------------ | ------- | -------- | -------- | -------- |
| 01 | Agop                       | Butterflies              |         |          |          |          |
| 02 | Karina Evn                 | Why?                     |         |          |          |          |
| 03 | Hayk Music                 | What It Is To Be In Love |         |          |          |          |
| 04 | ERNA                       | Life Faces               |         |          |          |          |
| 05 | Eva Rida                   | No Love                  |         |          |          |          |
| 06 | Athena Manoukian           | Chains On You            | győztes | győztes  | győztes  | győztes  |
| 07 | Gabriel Jeeg               | It's Your Turn           |         |          |          |          |
| 08 | Sergey & Nikolay Arutyunov | Ha, Take a Step          |         |          |          |          |
| 09 | Miriam Baghdasaryan        | Run Away                 |         |          |          |          |
| 10 | Vladimir Arzumanyan        | What’s Going On Mama     |         |          |          |          |
| 11 | Arthur Aleq                | Heaven                   |         |          |          |          |
| 12 | TOKIONINE                  | Save Me                  |         |          |          |          |

## Az Eurovíziós Dalfesztiválon
Örményországnak 2020-ban is részt kell vennie az elődöntőben. 2020. január 28-án osztották fel a résztvevő országokat az elődöntőkbe, az örmény előadó a második elődöntő második felében léphet a színpadra.